# Lago Ausente
El Lago Ausente (Llagu Ausente, en asturleonés), es un lago de origen glaciar ubicado en el término municipal de Puebla de Lillo, situado al norte de la provincia de León, comunidad autónoma de Castilla y León (España). Cuenta con una extensión de 3,6 hectáreas y se halla a una altitud de 1750 m.s.n.m.
Se encuentra integrado como una Zona Húmeda Catalogada dentro del Parque regional Montaña de Riaño y Mampodre, ubicándose en el extremo occidental del mismo, y del Lugar de Interés Geológico (LIG) de Turbera de Fonfría y lago glaciar del Ausente.

## Toponimia
El lago Ausente o del Ausente, debe su nombre a de que no tiene un río ni  un manantial visible que le alimente y mantenga sus aguas más o menos constantes una estación tras otra. Es decir, está ausente el origen de sus aguas.

## Geografía

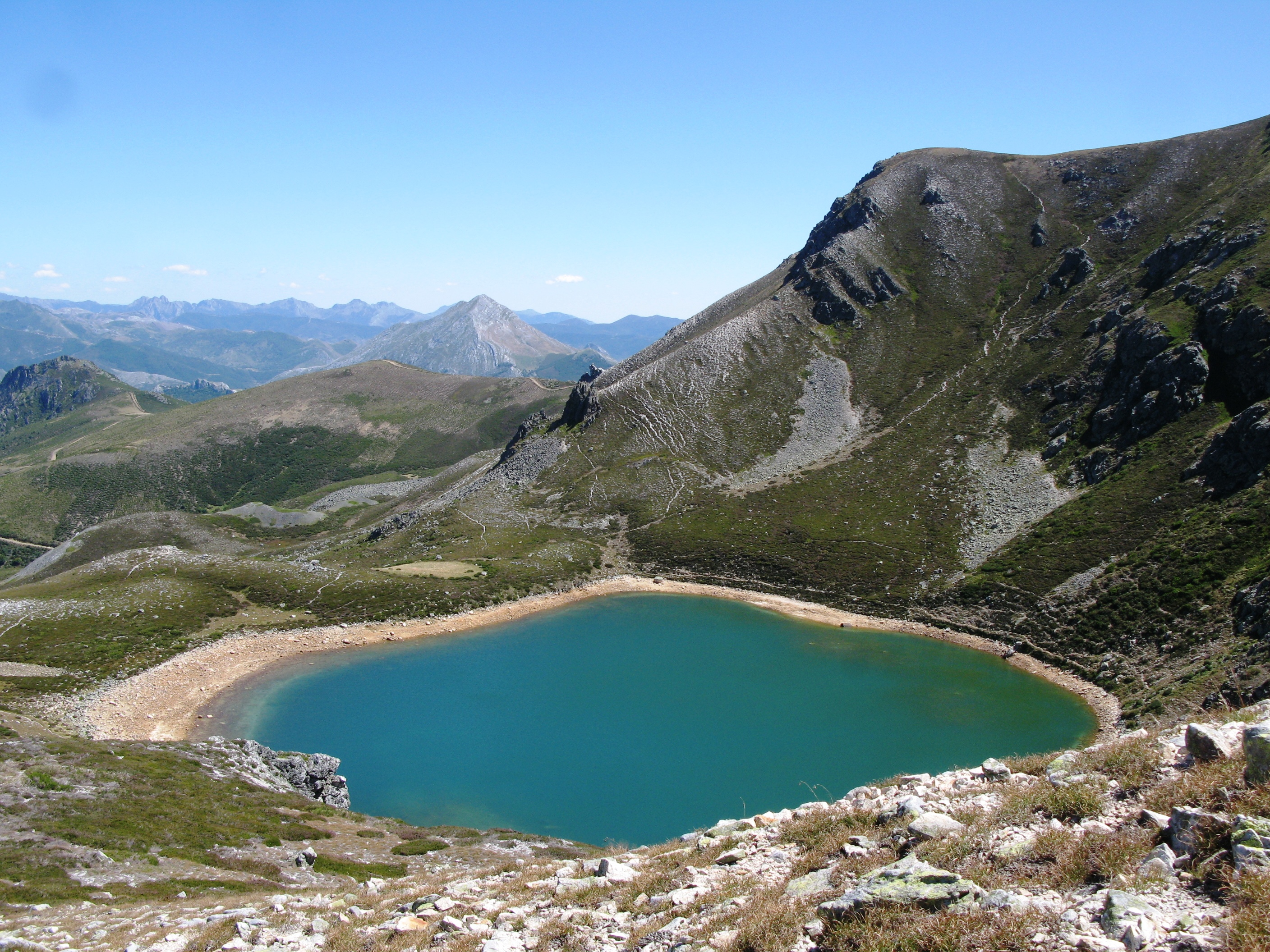
Lago Ausente en verano.

El lago Ausente es un cuerpo de aguas permanentes que se formó debido tras el derretimiento de un glaciar formado probablemente durante las glaciaciones del periodo cuaternario. El glaciar erosionó la tierra, creando una depresión o cubeta. Al derretirse, esta se inundó y se llenó del agua resultante, formando el lago glaciar actual. Se encuentra ubicado en un entorno de alta montaña, en el fondo de una amplia cubeta glaciar de sobreexcavación de forma semicircular delimitada por una amplia morrena. Concretamente en las laderas orientales de los picos Ausente (2041 m.s.n.m.) y Requejines (2026 m.s.n.m.) al oeste de la Sierra de Sentiles en la cordillera Cantábrica, cerca del límite de León con Asturias. Sus aguas, como las de la mayoría de lagos de montaña, son frías llegando a cubrirse de hielo y nieve en varias ocasiones. Mientras que su profundidad máxima ronda entre los diez y los quince metros, aunque en verano puede llegar a descender a 4 metros. En sus alrededores ya menor altitud se encuentran abundantes charcas y lagunillas, y ya a mayor distancia otros lagos como el Isoba o la laguna de Robledo. 
En las áreas sobreexcavadas ya a menor altitud que el lago se desarrollan varias turberas, siendo la turbera de Fonfría la más destacada debido a su antigüedad y al considerable espesor de sus sedimentos. Estas turberas, formadas por la acumulación de materia orgánica en condiciones de saturación hídrica, son un registro valioso de los cambios ambientales y climáticos en la región desde el Pleistoceno. El grosor de los sedimentos en la turbera de Fonfría supera los diez metros y puede alcanzar puntualmente los 30, lo que la convierte en un punto de interés para estudios paleoecológicos.

## Medio natural

### Fauna
En el propio lago Ausente, la fauna es poco numerosa debido a su condición oligotrófica. Por los peces está documentada la pesca de truchas durante los años setenta, aunque estas eran de pequeño tamaño.  Y entre los anfibios cuenta con los sapos partero y común.
En el entorno del lago se encuentra una abundante fauna salvaje: mamíferos como el rebeco o el lobo; reptiles como lagartija roquera; numerosas aves: buitres leonados, águilas reales, ratoneros común, cernícalos vulgares, roqueros rojos, bisbitas alpinos, acentores alpinos, aviones roqueros, pardillos comunes, colirrojos tizones, collalbas grises, currucas rabilargas, chovas piquigualdas y cuervos comunes, entre otras. Durante el periodo estival, podemos encontrar mariposas como la Argynnis adippe o la Hesperia comma, junto con abundantes poblaciones de otros insectos.

### Flora
La vegetación que rodea el lago Ausente está condicionada por la elevada altitud, las altas precipitaciones y las bajas temperaturas. La vegetación está compuesta principalmente por matorral rastrero como las escobas, pastizales de alta montaña junto con otras especies como la Viola palustris o la Drosera rotundifolia. 
Según dataciones de polen fósil llevadas a cabo en el lago, y turberas como la de Fonfría, se pudo constatar la presencia del pino silvestre como especie autóctona en la Montaña Leonesa y la cordillera Cantábrica, hasta que la evolución climática favoreció el asentamiento de otro tipo de masas forestales (fundamentalmente caducifolias) y las actividades humanas limitaron las áreas colonizadas por estas coníferas.

## Folclore

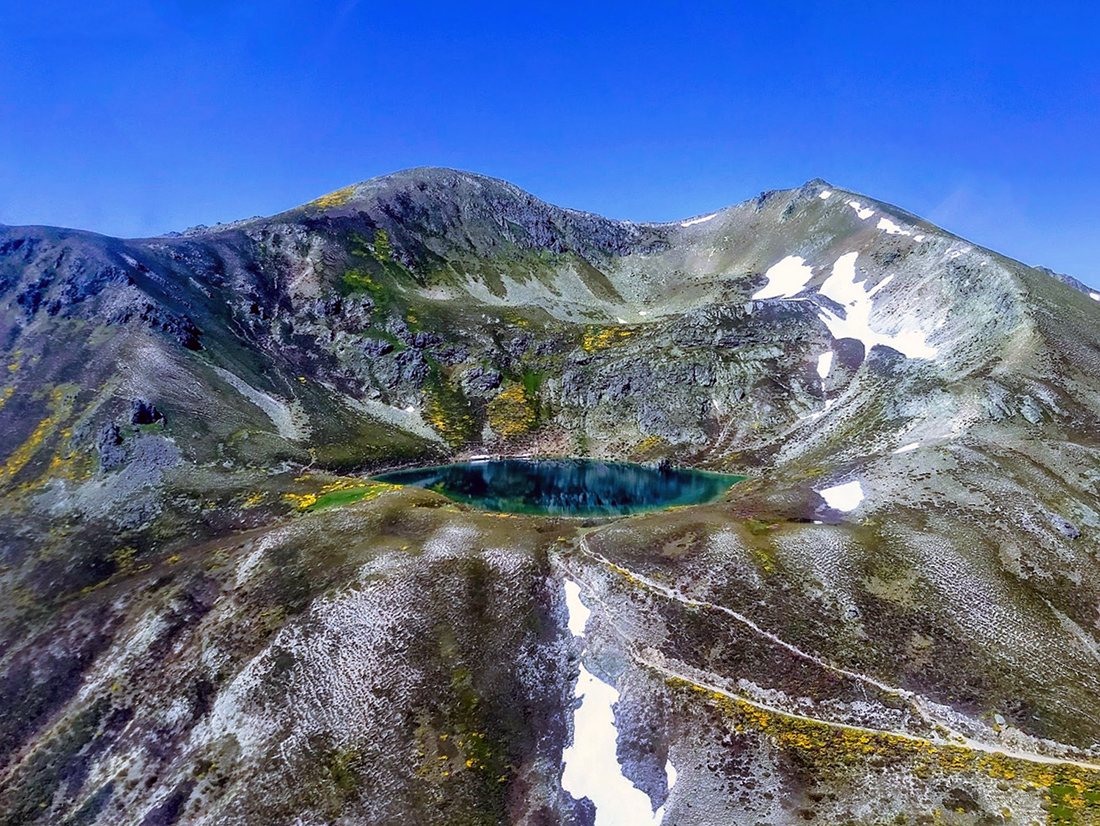
Foto aérea del Lago Ausente

Como muchos otros lagos, el Ausente no está exento de leyendas que se han transmitido a lo largo de los años entre los lugareños como parte del folclore y la cultura popular locales.  
Varias de estas leyendas pretenden explicar el origen o la formación del lago. Una de las más contadas, dice que era una vieja ávara la que vivía en un pueblo enclavado entre peñas, donde actualmente se sitúa el lago. Debido a su egoísmo, los habitantes de dicho pueblo lo abandonaron, dejando allí sola a la anciana. Un día, una tormenta de nieve le sorprendió y, sin que pudiese huir, el pueblo quedó sepultado con ella. Dicen que en las noches de invierno aún se oyen los llantos de la anciana que vivirá para siempre en el fondo del lago Ausente.
Otras leyendas, narran sucesos acontecidos en el lago posteriormente a la formación del mismo. Por ejemplo, está narra como una pastora que estaba con su ganado se acercó al borde del lago, con la mala fortuna que acabó cayendo en él. En un intento salir del agua, se agarró desesperadamente a la tierra del borde, brotando en el sitio donde se agarro la fuente de los Cinco Manantiales, como los cinco dedos con los que arañó la tierra. Cuentan que en las noches de luna llena, se puede escuchar el llanto la mujer pidiendo ayuda desde de las profundidades del lago.

## Accesos

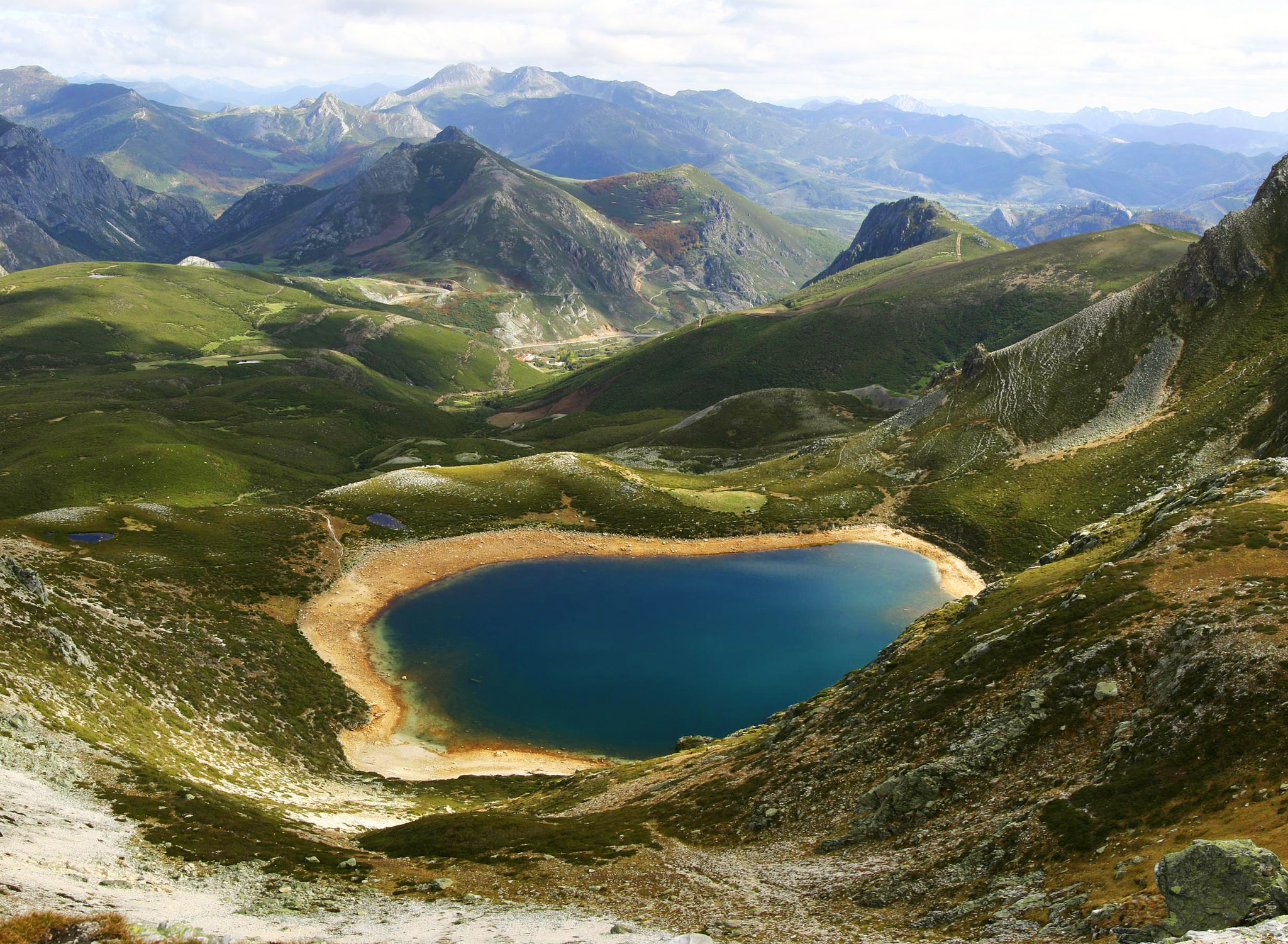
Lago Ausente desde el Requejines

Desde el aparcamiento del circo de Cebolledo se llega a pie por la pista de tierra del PR-LE 26 que asciende progresivamente entre turberas y pastos hasta llegar a la cubeta glaciar. La pista tiene una longitud de 3 kilómetros y un desnivel de 350 metros. Con un tiempo de recorrido medio de hora y 20 minutos.  Para llegar al circo de Cebolledo se debe tomar la carretera comarcal AS-253 por Felechosa (concejo de Aller) hasta el Puerto de San Isidro si se viene desde Asturias. En cambio, si se viene de León se debe seguir la carretera provincial LE-331 por San Isidro (municipio de Puebla de Lillo) hasta llegar al Puerto de San Isidro. Una vez ahí, se coge la carrera que lleva directa al circo de Cebolledo. 
Otra opción más andariega, sería subir desde el lago Isoba por un estrecho sendero entre la vegetación. Con una distancia de algo mayor de 4 kilómetros y un desnivel de subida de aproximadamente 350 metros. O PR-LE 26 que parte desde el Área Recreativa El Praíco
También se puede ampliar el recorrido, incluyendo la ascensión a los cercanos picos Requejines (2026 m s. n. m.) y Ausente (2041 m s. n. m.). Quedando una marcha de aproximadamente 9 kilómetros con mayores desniveles.